# Freddie Gillespie
Frederick Gillespie, né le 14 juin 1997 à Saint Paul dans le Minnesota, est un joueur américain de basket-ball évoluant au poste de pivot. Il mesure 2,06 m.

## Biographie
Le 7 avril 2021, il signe un contrat de 10 jours en faveur des Raptors de Toronto. Il signe un second contrat de 10 jours et fin avril, s'engage jusqu'à la fin de la saison avec les Raptors, avec une saison supplémentaire en option.
Le 20 décembre 2021, il s'engage 10 jours en faveur du Magic d'Orlando.
En juillet 2022, Gillespie quitte les États-Unis et rejoint le Bayern Munich, club allemand qui participe à l'Euroligue, pour deux saisons.